# Acaena ovalifolia
Acaena ovalifolia es una especie de planta del género Acaena, perteneciente a la familia Rosaceae.

## Taxonomía
Acaena ovalifolia fue descrita por Ruiz y Pav. en 1798.

## Distribución
Se encuentra en el territorio oeste de Sudamérica hasta las islas Malvinas.